# Avalon Wasteneys
Avalon Wasteneys, född 31 augusti 1997 i North York, är en kanadensisk roddare.
Wasteneys mor Heather Clarke tävlade i fyra med styrman vid olympiska sommarspelen 1988 i Seoul och hennes moster Christine Clarke tävlade i åtta med styrman vid olympiska sommarspelen 1984 i Los Angeles.

## Karriär
Vid olympiska sommarspelen 2020 i Tokyo, som arrangerades 2021, var Wasteneys en del av Kanadas lag som tog guld i åtta med styrman.